# Primera División Uruguaya
Campeonato Uruguayo de Primera División Profesional (ze względów sponsorskich Campeonato Uruguayo Copa Coca-Cola) – najwyższa klasa rozgrywkowa piłki nożnej mężczyzn w Urugwaju. Występuje w niej szesnaście klubów, z których najlepszy zostaje mistrzem Urugwaju.
Rozgrywki są toczone systemem ligowo-finałowym; podczas rocznego sezonu są rozgrywane dwie fazy – wiosenna Apertura i jesienna Clausura. Dwa zespoły, które zajęły pierwsze miejsce w tabeli podczas każdej z faz mierzą się ze sobą na koniec sezonu w meczu finałowym, którego zwycięzca zdobywa tytuł mistrzowski. Dwie drużyny z najgorszą średnią punktów na mecz z ostatnich dwóch sezonów spadają do drugiej ligi. Najlepsze urugwajskie kluby kwalifikują się do rozgrywek Copa Libertadores i Copa Sudamericana.

## Aktualny skład
| Klub                   | Miasto     | Założenie | Stadion                      | Pojemność     |
| ---------------------- | ---------- | --------- | ---------------------------- | ------------- |
| Boston River           | Montevideo | 1939      | Campeones Olímpicos          | 7 500 miejsc  |
| Cerro                  | Montevideo | 1922      | Luis Tróccoli                | 24 000 miejsc |
| Cerro Largo            | Melo       | 2002      | Antonio Ubilla               | 9 000 miejsc  |
| Danubio                | Montevideo | 1932      | Jardines del Hipódromo       | 14 400 miejsc |
| Defensor Sporting      | Montevideo | 1913      | Luis Franzini                | 18 000 miejsc |
| Deportivo Maldonado    | Maldonado  | 1928      | Domingo Burgueño Miguel      | 22 000 miejsc |
| Fénix                  | Montevideo | 1916      | Parque Capurro               | 5 500 miejsc  |
| Liverpool              | Montevideo | 1915      | Belvedere                    | 10 000 miejsc |
| Montevideo City Torque | Montevideo | 2007      | Estadio Centenario           | 60 235 miejsc |
| Montevideo Wanderers   | Montevideo | 1902      | Parque Alfredo Víctor Viera  | 11 000 miejsc |
| Nacional               | Montevideo | 1899      | Gran Parque Central          | 34 000 miejsc |
| Peñarol                | Montevideo | 1891      | Campeón del Siglo            | 40 000 miejsc |
| Plaza Colonia          | Colonia    | 1917      | Parque Juan Prandi           | 4 500 miejsc  |
| Progreso               | Montevideo | 1917      | Parque Abraham Paladino      | 8 000 miejsc  |
| Rentistas              | Montevideo | 1933      | Complejo Rentistas           | 10 600 miejsc |
| River Plate            | Montevideo | 1932      | Parque Federico Omar Saroldi | 6 000 miejsc  |

## Historia
Od roku 1900 do roku 1931 liga urugwajska była ligą amatorską. W 1931 roku utworzono ligę zawodową, której rozgrywki przeprowadzono po raz pierwszy w 1932 roku.
Po roku 1994 rozgrywki podzielono na dwa turnieje - Apertura (turniej otwarcia) i Clausura (turniej zamknięcia). Na koniec sezonu rozgrywany jest dwumecz pomiędzy zwycięzcami obu turniejów.
W sezonie 2005/2006 zwycięzcy turniejów Apertura i Clausura grali ze sobą dwumecz. Jednak tym razem rozgrywki były bardziej skomplikowane i zwycięzca dwumeczu nie zdobywał mistrzostwa Urugwaju - musiał jeszcze zmierzyć się z drużyną, która zajęła pierwsze miejsce w sumarycznej tabeli sezonu (łączącej wyniki turniejów Apertura i Clausura). W tym akurat sezonie tak się złożyło, że pojedynek mistrzów Apertura i Clausra wygrał Nacional Montevideo. Jednocześnie ten sam zespół zajął pierwsze miejsce w tabeli sumarycznej, co przesądziło o jego mistrzostwie bez konieczności rozgrywania dalszych meczów.

## Lista mistrzów Urugwaju

### Era amatorska
| Rok      | Mistrz                 | Wicemistrz           |
| -------- | ---------------------- | -------------------- |
| 1900     | CURCC (1)              | Albion               |
| 1901     | CURCC (1)              | Nacional             |
| 1902     | Nacional               | CURCC (1)            |
| 1903     | Nacional               | CURCC (1)            |
| 1904     | nie rozegrane (2)      | nie rozegrane (2)    |
| 1905     | CURCC (1)              | Nacional             |
| 1906     | Wanderers              | CURCC (1)            |
| 1907     | CURCC (1)              | Wanderers            |
| 1908     | River Plate F.C. (3)   | Wanderers            |
| 1909     | Wanderers              | CURCC (1)            |
| 1910     | River Plate F.C. (3)   | CURCC (1)            |
| 1911     | CURCC (1)              | Wanderers            |
| 1912     | Nacional               | CURCC (1)            |
| 1913     | River Plate F.C. (3)   | Nacional             |
| 1914     | River Plate F.C. (3)   | Peñarol              |
| 1915     | Nacional               | Peñarol              |
| 1916     | Nacional               | Peñarol              |
| 1917     | Nacional               | Peñarol              |
| 1918     | Peñarol                | Nacional             |
| 1919     | Nacional               | Universal Montevideo |
| 1920     | Nacional               | Peñarol              |
| 1921     | Peñarol                | Nacional             |
| 1922     | Nacional               | Wanderers            |
| 1923 AUF | Nacional (4)           | Rampla Juniors       |
| 1923 FUF | Atlético Wanderers (4) | Peñarol              |
| 1924 AUF | Nacional (4)           | Bella Vista          |
| 1924 FUF | Peñarol (4)            | Atlético Wanderers   |
| 1925     | niedokończone (5)      | niedokończone (5)    |
| 1926     | nie rozegrane (6)      | nie rozegrane (6)    |
| 1927     | Rampla Juniors         | Peñarol              |
| 1928     | Peñarol                | Rampla Juniors       |
| 1929     | Peñarol                | Nacional             |
| 1930     | nie rozegrane (7)      | nie rozegrane (7)    |
| 1931     | Wanderers              | Nacional             |

#### Mistrzowie ery amatorskiej
| Klub             | Mistrz | Wicemistrz |
| ---------------- | ------ | ---------- |
| Nacional         | 11     | 7          |
| Peñarol (CURCC)  | 8(9)   | 12(13)     |
| River Plate F.C. | 4      | 0          |
| Wanderers        | 3(4)   | 4(5)       |
| Rampla Juniors   | 1      | 2          |
| Albion           | 0      | 1          |
| Bella Vista      | 0      | 1          |

### Era zawodowa
| Rok       | Mistrz            | Wicemistrz                        |
| --------- | ----------------- | --------------------------------- |
| 1932      | Peñarol           | Rampla Juniors                    |
| 1933      | Nacional          | Peñarol                           |
| 1934      | Nacional          | Peñarol                           |
| 1935      | Peñarol           | Nacional                          |
| 1936      | Peñarol           | Nacional                          |
| 1937      | Peñarol           | Nacional                          |
| 1938      | Peñarol           | Nacional                          |
| 1939      | Nacional          | Peñarol                           |
| 1940      | Nacional          | Rampla Juniors                    |
| 1941      | Nacional          | Peñarol                           |
| 1942      | Nacional          | Peñarol                           |
| 1943      | Nacional          | Peñarol                           |
| 1944      | Peñarol           | Nacional                          |
| 1945      | Peñarol           | Nacional                          |
| 1946      | Nacional          | Peñarol                           |
| 1947      | Nacional          | Peñarol, Defensor, Rampla Juniors |
| 1948      | niedokończone     | niedokończone                     |
| 1949      | Peñarol           | Nacional                          |
| 1950      | Nacional          | Peñarol                           |
| 1951      | Peñarol           | Nacional                          |
| 1952      | Nacional          | Peñarol                           |
| 1953      | Peñarol           | Nacional                          |
| 1954      | Peñarol           | Nacional                          |
| 1955      | Nacional          | Peñarol                           |
| 1956      | Nacional          | Peñarol                           |
| 1957      | Nacional          | Peñarol                           |
| 1958      | Peñarol           | Nacional                          |
| 1959      | Peñarol           | Nacional                          |
| 1960      | Peñarol           | Cerro                             |
| 1961      | Peñarol           | Nacional                          |
| 1962      | Peñarol           | Nacional                          |
| 1963      | Nacional          | Peñarol                           |
| 1964      | Peñarol           | Rampla Juniors                    |
| 1965      | Peñarol           | Nacional                          |
| 1966      | Nacional          | Peñarol                           |
| 1967      | Peñarol           | Nacional                          |
| 1968      | Peñarol           | Nacional                          |
| 1969      | Nacional          | Peñarol                           |
| 1970      | Nacional          | Peñarol                           |
| 1971      | Nacional          | Peñarol                           |
| 1972      | Nacional          | Peñarol                           |
| 1973      | Peñarol           | Nacional                          |
| 1974      | Peñarol           | Nacional                          |
| 1975      | Peñarol           | Nacional                          |
| 1976      | Defensor          | Peñarol                           |
| 1977      | Nacional          | Peñarol                           |
| 1978      | Peñarol           | Nacional                          |
| 1979      | Peñarol           | Nacional                          |
| 1980      | Nacional          | Wanderers                         |
| 1981      | Peñarol           | Nacional                          |
| 1982      | Peñarol           | Nacional                          |
| 1983      | Nacional          | Danubio                           |
| 1984      | Central Español   | Peñarol                           |
| 1985      | Peñarol           | Wanderers                         |
| 1986      | Peñarol           | Nacional                          |
| 1987      | Defensor          | Nacional                          |
| 1988      | Danubio           | Peñarol                           |
| 1989      | Progreso          | Nacional                          |
| 1990      | Bella Vista       | Nacional                          |
| 1991      | Defensor Sporting | Nacional                          |
| 1992      | Nacional          | River Plate                       |
| 1993      | Peñarol           | Defensor Sporting                 |
| 1994      | Peñarol           | Defensor Sporting                 |
| 1995      | Peñarol           | Nacional                          |
| 1996      | Peñarol           | Nacional                          |
| 1997      | Peñarol           | Defensor Sporting                 |
| 1998      | Nacional          | Peñarol                           |
| 1999      | Peñarol           | Nacional                          |
| 2000      | Nacional          | Peñarol                           |
| 2001      | Nacional          | Danubio                           |
| 2002      | Nacional          | Danubio                           |
| 2003      | Peñarol           | Nacional                          |
| 2004      | Danubio           | Nacional                          |
| 2005      | Nacional          | Defensor Sporting                 |
| 2005/2006 | Nacional          | Rocha                             |
| 2006/2007 | Danubio           | Peñarol                           |
| 2007/2008 | Defensor Sporting | Peñarol                           |
| 2008/2009 | Nacional          | Defensor Sporting                 |
| 2009/2010 | Peñarol           | Nacional                          |
| 2010/2011 | Nacional          | Defensor Sporting                 |
| 2011/2012 | Nacional          | Peñarol                           |
| 2012/2013 | Peñarol           | Defensor Sporting                 |
| 2013/2014 | Danubio           | Wanderers                         |
| 2014/2015 | Nacional          | Peñarol                           |
| 2015/2016 | Peñarol           | Nacional                          |
| 2016      | Nacional          | Wanderers                         |
| 2017      | Peñarol           | Defensor Sporting                 |
| 2018      | Peñarol           | Nacional                          |
| 2019      | Nacional          | Peñarol                           |

- W roku 1948 nie dokończono mistrzostw z powodu strajku piłkarzy.

### Mistrzowie Urugwaju ery zawodowej
| Klub              | Mistrz | Wicemistrz |
| ----------------- | ------ | ---------- |
| Peñarol           | 41     | 27         |
| Nacional          | 36     | 37         |
| Defensor Sporting | 4 (2)  | 8 (1)      |
| Danubio           | 4      | 3          |
| Bella Vista       | 1      | 0          |
| Central Español   | 1      | 0          |
| Progreso          | 1      | 0          |
| Wanderers         | 0      | 4          |
| Rampla Juniors    | 0      | 3          |
| Cerro             | 0      | 1          |
| River Plate       | 0      | 1          |
| Rocha             | 0      | 1          |

- w przypadku klubu Defensor Sporting w nawiasie podane zostały sukcesy osiągnięte jako Defensor

### Mistrzowie Urugwaju obu epok - amatorskiej i zawodowej
| Klub              | Mistrz  | Wicemistrz |
| ----------------- | ------- | ---------- |
| Peñarol / CURCC   | 50 (51) | 41 (42)    |
| Nacional          | 47      | 44         |
| Defensor Sporting | 4 (2)   | 8 (1)      |
| River Plate F.C.  | 4       | 0          |
| Wanderers         | 3 (4)   | 8 (9)      |
| Danubio           | 4       | 3          |
| Rampla Juniors    | 1       | 6          |
| Bella Vista       | 1       | 1          |
| Central Español   | 1       | 0          |
| Progreso          | 1       | 0          |
| Albion            | 0       | 1          |
| Cerro             | 0       | 1          |
| River Plate       | 0       | 1          |
| Rocha             | 0       | 1          |

- w przypadku klubów Peñarol i Wanderers podano w nawiasie liczbę trofeów z uwzględnieniem nieuznawanych mistrzostw organizowanych przez FUF
- w przydadku klubu Defensor Sporting w nawiasie podane zostały sukcesy osiągnięte jako Defensor